# Leopold zu Isenburg-Birstein
Leopold Wolfgang Franz Prinz zu Isenburg-Birstein (* 10. März 1866 in Offenbach am Main; † 30. Januar 1933 in München) war ein deutscher Erbprinz und Mitglied der Landstände des Großherzogtums Hessen.

## Leben

### Herkunft und Familie
Leopold zu Isenburg-Birstein wurde als Sohn des Fürsten Karl zu Isenburg-Birstein (1838–1899) und dessen Ehefrau Maria Luisa von Österreich-Toskana (1845–1917) geboren und wuchs mit seinen jüngeren Geschwistern Maria Antonia (* 10. Februar 1867; † 12. August 1943), Maria Michaele (* 24. Juni 1868; † 19. März 1919), Franz Joseph (* 1. Juni 1869; † 15. September 1939), Karl Joseph (* 18. Februar 1871; † 6. Januar 1951), Viktor Karl (* 29. Februar 1872; † 4. August 1946), Alfonso Maria (* 6. Februar 1875; † 22. April 1951), Marie Elisabeth (* 18. Juli 1877; † 28. September 1943) und Adelheid Maria (* 31. Oktober 1878; † 4. März 1936) auf.
1892 gab er in Chicago seine Verlobung mit Florence Pullman, Tochter des Industriellen George Mortimer Pullman, bekannt.
1902 heiratete er Prinzessin Olga von Sachsen-Weimar-Eisenach (1869–1924), Tochter des Prinzen Herrmann von Sachsen-Weimar-Eisenach und der Prinzessin Auguste von Württemberg, Enkelin des Königs Wilhelm I. von Württemberg. Aus der Ehe mit Prinzessin Olga ging der Sohn Prinz Wilhelm Karl (1903–1956, Hochschullehrer und Genealoge) hervor. Leopolds Schwiegertochter Helene (1900–1974) war die spätere Präsidentin der Stillen Hilfe für Kriegsgefangene und Internierte.
Nach Olgas Tod 1924 heiratete er noch im selben Jahr die Gräfin Marie Eckbrecht von Dürckheim-Montmartin (1880–1937). Diese zweite Ehe blieb kinderlos.

### Wirken
Leopold entschied sich für eine militärische Laufbahn in der Preußischen Armee und war Major.
Am 2. Februar 1898 verzichtete er zugunsten seines jüngeren Bruders Franz Joseph auf die Standesherrschaft, der ein Jahr später mit dem Tode des Vaters Fürst zu Isenburg und Büdingen in Birstein wurde.
Von 1914 bis 1918 war Leopold als Vertreter von Gustav zu Ysenburg und Büdingen-Meerholz Mitglied in der Ersten Kammer des Landtags im Großherzogtum Hessen.